# 查尔斯·卡特罗尔
查尔斯·卡特罗尔（英語：Charles Catterall，1914年10月16日—1966年11月1日），南非男子拳击运动员。他曾代表南非参加1936年夏季奥林匹克运动会拳击比赛，获得男子126磅级银牌。他于1966年在德班去世。